# Missionsprovins
Missionsprovins avser ett geografiskt indelat område för religiöst missionsarbete.